# Dávur Djurhuus
Dávur Djurhuus er en færøsk filminstruktør, manuskriptforfatter og filmproducer. Han er uddannet ved Met Film School i London i 2013. Han vandt den færøske filmpris Geytin for filmen Terminal i 2013, som han har instrueret, skrevet manuskript til og har produceret. Filmen Terminal blev bl.a. vist ved London Short Film Festival 19. januar 2014. Han er bestyrelsesmedlem af interesseorganisationen Føroysk Filmsfólk.

## Film

### Filminstruktør
- Terminal, 2013
- The Predictable Life of Sebastian, 2013
- Gakk tú tryggur, 2015

### Manuskriptforfatter
- Terminal, 2013
- The Predictable Life of Sebastian, 2013

### Producer
- Dog, 2012
- Terminal, 2013
- The Predictable Life of Sebastian, 2013

## Hæder
- 2013 - Vandt den færøske filmpris Geytin for filmen Terminal
- 2015 - Nomineret til Geytin for filmen Gakk tú tryggur

## Eksterne links
- Dávur Djurhuus på Internet Movie Database (engelsk)